# 대한민국 상법 제433조
대한민국 상법 제433조는 정관변경의 방법에 대한 상법 회사법의 조문이다.

## 조문
상법 제433조 (정관변경의 방법) (1) 정관의 변경은 주주총회의 결의에 의하여야 한다.
(2) 정관의 변경에 관한 의안의 요령은 제363조의 규정에 의한 통지와 공고에 기재하여야 한다.

## 해설
정관변경은 정관자치가 허용되는 영역에서만 인정되며 강행규정을 위반하거나 주식회사의 본질이나 주주의 고유권을 침해하는 정관변경은 허용될 수 없다 예를 들어 주주유한책임원칙을 배제하거나 1주에 대하여 복수의 의결권을 부여하는 것은 불가하다.

## 같이 보기
- 정관
- 대한민국 헌법 제130조 헌법개정
- 대한민국 상법 제365조 총회의 소집
- 소집통지